# Lemberg (Francja)
Lemberg – miejscowość i gmina we Francji, w regionie Grand Est, w departamencie Mozela.
Według danych na rok 1990 gminę zamieszkiwało 1596 osób, a gęstość zaludnienia wynosiła 146 osób/km² (wśród 2335 gmin Lotaryngii Lemberg plasuje się na 262. miejscu pod względem liczby ludności, natomiast pod względem powierzchni na miejscu 539.).